# Nazionale maschile under 17 di calcio della Repubblica Ceca
La Nazionale di calcio della Repubblica Ceca Under-17 è la rappresentativa Under-17 della Repubblica Ceca ed è controllata dalla ČMFS. La squadra partecipa ogni anno al Campionato europeo di calcio Under-17.

## Partecipazioni ai tornei internazionali

### Campionato mondiale di calcio Under-17
| Edizione | Turno       | PG | V | N | P | GF | GS |
| -------- | ----------- | -- | - | - | - | -- | -- |
| 2011     | Primo turno | 3  | 1 | 0 | 2 | 2  | 5  |

### Campionato europeo di calcio Under-16/Under-17

#### Under-16
| Edizione | Turno            | PG              | V               | N               | P               | GF              | GS              |
| -------- | ---------------- | --------------- | --------------- | --------------- | --------------- | --------------- | --------------- |
| 1995     | Quarti di finale | 4               | 3               | 0               | 1               | 7               | 4               |
| 1996     | Non qualificata  | Non qualificata | Non qualificata | Non qualificata | Non qualificata | Non qualificata | Non qualificata |
| 1997     | Non qualificata  | Non qualificata | Non qualificata | Non qualificata | Non qualificata | Non qualificata | Non qualificata |
| 1998     | Non qualificata  | Non qualificata | Non qualificata | Non qualificata | Non qualificata | Non qualificata | Non qualificata |
| 1999     | Quarto posto     | 6               | 3               | 0               | 3               | 7               | 6               |
| 2000     | Secondo posto    | 6               | 4               | 1               | 1               | 17              | 9               |
| 2001     | Non qualificata  | Non qualificata | Non qualificata | Non qualificata | Non qualificata | Non qualificata | Non qualificata |

#### Under-17
| Edizione | Turno            | PG               | V                | N                | P                | GF               | GS               |
| -------- | ---------------- | ---------------- | ---------------- | ---------------- | ---------------- | ---------------- | ---------------- |
| 2002     | Primo turno      | 3                | 1                | 0                | 2                | 5                | 9                |
| 2003     | Non qualificata  | Non qualificata  | Non qualificata  | Non qualificata  | Non qualificata  | Non qualificata  | Non qualificata  |
| 2004     | Non qualificata  | Non qualificata  | Non qualificata  | Non qualificata  | Non qualificata  | Non qualificata  | Non qualificata  |
| 2005     | Non qualificata  | Non qualificata  | Non qualificata  | Non qualificata  | Non qualificata  | Non qualificata  | Non qualificata  |
| 2006     | Secondo posto    | 5                | 3                | 2                | 0                | 9                | 4                |
| 2007     | Non qualificata  | Non qualificata  | Non qualificata  | Non qualificata  | Non qualificata  | Non qualificata  | Non qualificata  |
| 2008     | Non qualificata  | Non qualificata  | Non qualificata  | Non qualificata  | Non qualificata  | Non qualificata  | Non qualificata  |
| 2009     | Non qualificata  | Non qualificata  | Non qualificata  | Non qualificata  | Non qualificata  | Non qualificata  | Non qualificata  |
| 2010     | Primo turno      | 3                | 0                | 2                | 1                | 2                | 4                |
| 2011     | Primo turno      | 3                | 0                | 3                | 0                | 2                | 2                |
| 2012     | Non qualificata  | Non qualificata  | Non qualificata  | Non qualificata  | Non qualificata  | Non qualificata  | Non qualificata  |
| 2013     | Non qualificata  | Non qualificata  | Non qualificata  | Non qualificata  | Non qualificata  | Non qualificata  | Non qualificata  |
| 2014     | Non qualificata  | Non qualificata  | Non qualificata  | Non qualificata  | Non qualificata  | Non qualificata  | Non qualificata  |
| 2015     | Primo turno      | 3                | 1                | 0                | 2                | 1                | 7                |
| 2016     | Non qualificata  | Non qualificata  | Non qualificata  | Non qualificata  | Non qualificata  | Non qualificata  | Non qualificata  |
| 2017     | Non qualificata  | Non qualificata  | Non qualificata  | Non qualificata  | Non qualificata  | Non qualificata  | Non qualificata  |
| 2018     | Non qualificata  | Non qualificata  | Non qualificata  | Non qualificata  | Non qualificata  | Non qualificata  | Non qualificata  |
| 2019     | Primo turno      | 3                | 0                | 3                | 0                | 3                | 3                |
| 2020     | Tornei annullati | Tornei annullati | Tornei annullati | Tornei annullati | Tornei annullati | Tornei annullati | Tornei annullati |
| 2021     | Tornei annullati | Tornei annullati | Tornei annullati | Tornei annullati | Tornei annullati | Tornei annullati | Tornei annullati |
| 2022     | Non qualificata  | Non qualificata  | Non qualificata  | Non qualificata  | Non qualificata  | Non qualificata  | Non qualificata  |
| 2023     | Non qualificata  | Non qualificata  | Non qualificata  | Non qualificata  | Non qualificata  | Non qualificata  | Non qualificata  |
| 2024     | Quarti di finale | 4                | 3                | 0                | 1                | 14               | 7                |
| 2025     | Primo turno      | 3                | 0                | 0                | 3                | 4                | 9                |